# Dino Dolmagić
Dino Dolmagić (in serbo Дино Долмагић?; Nova Varoš, 26 febbraio 1994) è un calciatore serbo, centrocampista del Radnik Surdulica.

## Carriera
Ha giocato nella prima divisione dei campionati serbo ed islandese.

## Palmarès

### Club

#### Competizioni nazionali
- Prva Liga Srbija: 1

Radnik Surdulica: 2024-2025